# Rigor mortis
El rigor mortis (lit., «rigidez de la muerte») es un signo comúnmente representativo de muerte que es causado por un cambio químico en las fibras musculares que causa un estado de rigidez (del latín rigor) e inflexibilidad en las extremidades y una dificultad para mover o manipular el cadáver. A una temperatura normal, en una persona sana y bien alimentada, el rigor mortis suele aparecer a las 2-4 horas después de la muerte clínica primero en los músculos de la cara y la mandíbula, se extiende a todo el cuerpo después de 8-12 horas y suele tener un efecto completo sobre las 12-24 horas.

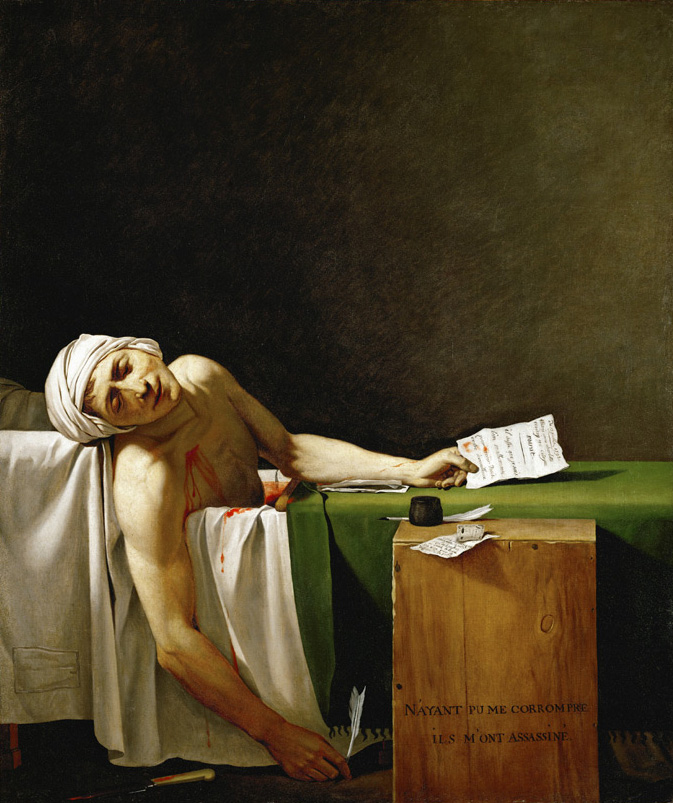
La muerte de Marat de Jacques Louis David.

El rigor mortis se relaja después de 24-84 horas y cede cuando los músculos se descomponen. La relajación sigue normalmente el mismo orden de aparición que el rigor mortis.  El término «tieso» que se les da a los muertos proviene de este fenómeno. 
Cuando el organismo muere, la membrana del retículo sarcoplásmico pasa de ser de permeabilidad selectiva a semipermeable, lo cual ocasiona que los iones de calcio salgan del RS hasta alcanzar un equilibrio. Estos iones ocasionan que la troponina cambie de lugar y mueva a la tropomiosina, la cual deja al descubierto los sitios de unión en la molécula de actina, la miosina se une y efectúa el golpe de poder, sin embargo al poco tiempo se acaba el ATP y sin más glucógeno para reponerlo, las moléculas de miosina quedan sin poder soltarse.
El rigor es generalmente medido en «leve», «temprano», «moderado» y «completo», esto es totalmente subjetivo, pero la percepción de rigidez en una articulación corresponde al nivel «leve»; la dificultad para mover una articulación es indicador del nivel «moderado»; y cuando se tiene que usar gran fuerza es rigor del nivel «completo».

## Fases delrigor mortis
Se distinguen tres fases en el proceso de rigidez cadavérica (estas tres fases son útiles para acotar con cierta aproximación la fecha de la muerte, según el período de rigidez en que se encuentre el cadáver):
1. Fase de instauración: Desde que se inicia la rigidez hasta su máxima intensidad (2-24 horas post mortem). En esta fase, la rigidez se puede vencer aplicando cierta fuerza, pero si dejamos de aplicarla, al cabo de cierto tiempo se vuelve a instaurar.
2. Fase de estado: Comprende desde que la rigidez alcanza su mayor intensidad hasta justo antes de empezar a desaparecer (24-36 horas post mortem). En esta fase la rigidez es invencible sin producir desgarros o fracturas.
3. Fase de resolución: A partir de las 24-84 horas post mortem, donde si se vence la rigidez muscular mediante fuerza ya no vuelve a instaurarse, y pasada esta fase vuelve a aparecer la laxitud cadavérica.

## Proceso de la rigidez cadavérica (rigor mortis)
- Inicialmente el sujeto fallecido tiene atonía muscular (pérdida completa de fuerza en el músculo).
- La contractura empieza aproximadamente entre la media hora y las 2 horas, y comienza en el corazón, diafragma y músculos lisos.
- Fase de relajación muscular (en fibra lisa y estriada) y poco a poco rigidez, empezando a las 2 horas.
- 3 horas:  ya aparece rigidez en cuello y miembros superiores
- 12 horas: rigidez completa
- 24 horas: máxima intensidad. Si antes de las 24 horas intentamos vencer la rigidez cadavérica, ésta se vence, pero conforme llegamos a las 24 horas nos va costando más vencerla instaurándose de nuevo paulatinamente. De las 24-36 horas la rigidez es invencible a no ser que rompamos los tejidos. A partir de las 36 horas la rigidez desaparece paulatinamente.
- 48 horas: desaparece la rigidez.

### Mecanismo bioquímico de la rigidez cadavérica
Cuando el cuerpo muere empieza a consumir todo el ATP que le queda: ATP ADP+ H PO Así, se va agotando todo el ATP, y aumentando a su vez el ácido láctico que va bajando el pH y provocando la acidificación del medio en el que se instaura la contracción muscular y por lo tanto, la rigidez cadavérica. Más tarde, cuando las bacterias comienzan la putrefacción el medio se alcaliniza y desaparece la rigidez cadavérica resolviéndose la contractura.

### Ley de la rigidez cadavérica de Nysten
Nysten vio la correlación existente entre la precocidad de la contractura y su intensidad y duración, por lo que:
«Cuando la rigidez comienza precozmente es de intensidad escasa y duración limitada; cuando la rigidez comienza tardíamente la intensidad es notable, y su duración, prolongada»
Se forman dos grupos:
Los que siguen la ley de Nysten y los que no la cumplen.
1. Siguen la Ley de Nysten
- Los niños y ancianos presentan rigidez precoz, débil y corta
- En los individuos atléticos la rigidez es más tardía e intensa y al revés
- Ante el cansancio la rigidez es precoz y débil
- En las muertes violentas la rigidez es intensa y duradera
- En las enfermedades de larga evolución, la rigidez es precoz, débil y corta
- El edema dificulta la rigidez
- Las hemorragias intensas propician rigidez precoz, corta y débil

2. No siguen la Ley de Nysten
- Muertes por procesos convulsivantes, donde la rigidez es precoz, intensa y duradera
- Intoxicaciones, rigidez es precoz intensa y duradera
- Electrocución, rigidez precoz pero intensa
- Hipertermia, rigidez precoz, intensa pero poco duradera
- Congelación, donde es casi instantánea, intensa y muy duradera.

### La rigidez nos da información sobre
- última postura vital
- diagnóstico de la muerte
- fecha de la muerte.

| Cambio físico | Inmediato | 1-6 horas |

El rigor mortis es muy importante para la tecnología cárnica puesto que es uno de los factores que determinan la calidad de la carne, si la carne es congelada inmediatamente después de sacrificar al animal se aumenta la concentración de calcio fuera del RE y ocurre un fenómeno llamado acortamiento por el frío, por el cual la carne se reduce a un tercio de su tamaño, y por lo tanto hay una pérdida de agua, vitaminas, minerales y proteínas solubles en agua además de que la carne se pone dura. Para prevenir esto la carne es estimulada eléctricamente para producir contracciones.
| - Las siguientes condiciones afectan el rigor mortis: - Temperatura. - Enfermedad. - Actividad antes de la muerte. - Condiciones físicas en las que se encontró el cuerpo. |